# Rhaphithamnus venustus
Juan Bueno - Citharexylon venustus
Espèce
Classification APG III (2009)
Statut de conservation UICN

 VU  : Vulnérable
Synonymes
- Citharexylum elegans Phil.
- Citharexylum elegans Phil. ex Miers
- Citharexylum venustum Phil.
- Rhaphithamnus coriaceus Miers
- Rhaphithamnus coriaceus Miers ex Moldenke
- Rhaphithamnus elegans Deless.
- Rhaphithamnus elegans Deless. ex Moldenke
- Rhaphithamnus longiflorus Miers
- Rhaphithamnus lucidus Gay
- Rhaphithamnus lucidus Gay ex Moldenke
- Rhaphithamnus lucidus infrasubsp. publ
- Rhaphithamnus serratifolius Miers

Rhaphithamnus venustus, connu localement sous le nom Juan Bueno, est une espèce de plante de la famille des Verbenaceae de l'archipel Juan Fernandez. 

## Description
Rhaphithamnus venustus est un arbre pouvant atteindre 12 m de haut .
Le tronc mesure de 25 à 30 cm de diamètre. Son écorce est brune avec une légère exfoliation.

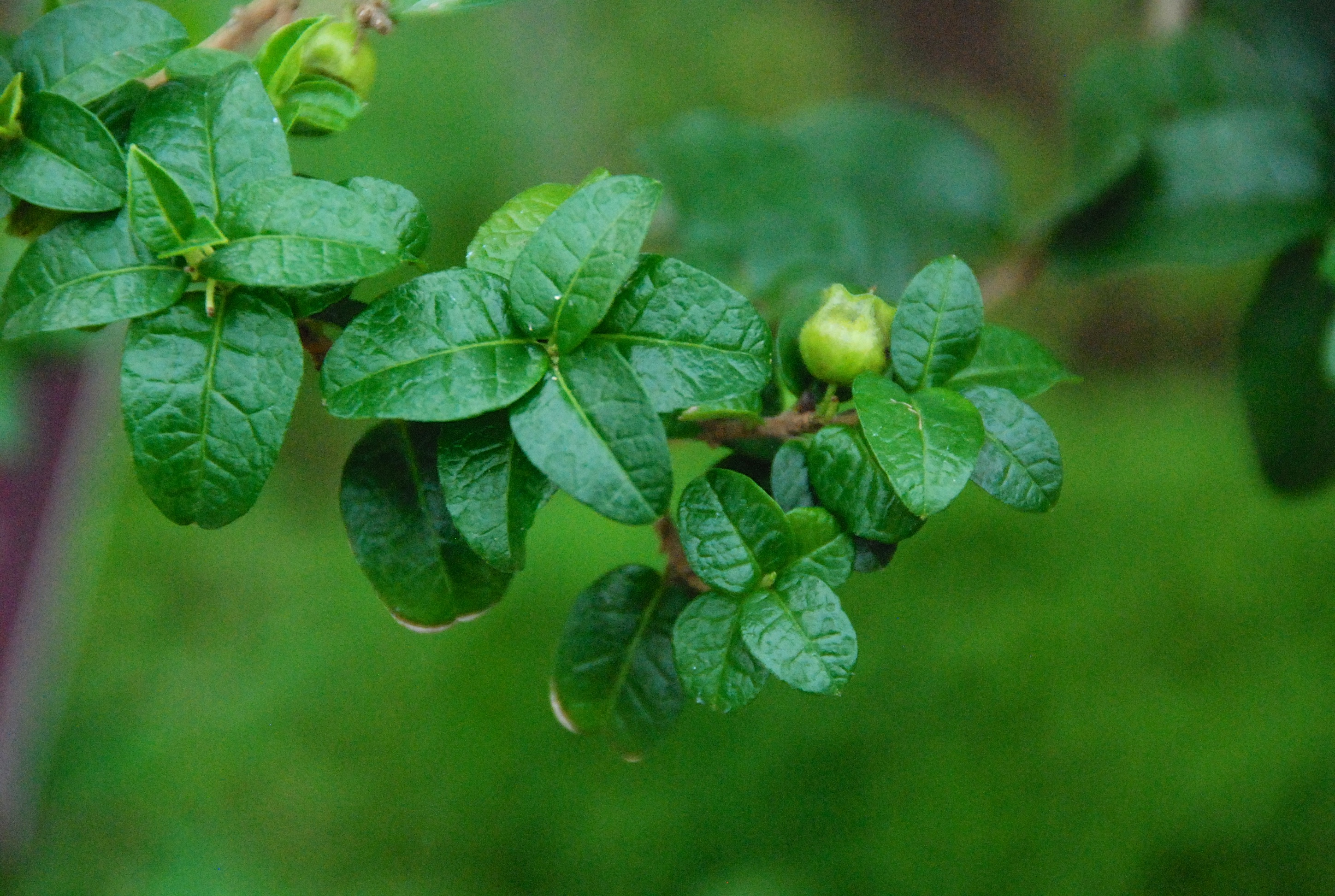
Feuilles de Rhaphithamnus venustus

Les feuilles sont petites, de 4,5 à 6 cm de long sur 2,5 à 3 cm de large, de forme lancéolée, en cœur à la base. Elles sont opposées et souvent disposées sur le même plan le long des rameaux. Elles sont un peu coriaces et réticulées, de couleur vert foncé brillant sur la surface supérieure, et vert clair pour la partie inférieure .
Les fleurs pédicellées ont un calice vert à 5 petites dents et une corolle en trompette bleu foncé. Elles font 3 cm de long et 0,8 cm de diamètre à l'ouverture en s'ouvrant par 5 pointes triangulaires retournées .
Leur floraison a lieu entre octobre et février. 
Les fruits sont des baies charnues globuleuses (1,5 cm de diamètre) de couleur bleu violacé mûrissant entre janvier et mai .
Les fleurs de Juan Bueno sont une importante source de nectar pour le colibri robinson (Sephanoides fernandensis), qui est lui aussi endémique de Juan Fernández mais qui est presque éteint aujourd'hui. Le colibri est sans doute un pollinisateur de la plante .

## Distribution et habitat
Elle est endémique de l'Archipel Juan Fernández, à l'est du Chili. On ne le trouve pas sur l'île de Santa Clara.
Cet arbre se rencontre dans les forêts de moyenne et haute altitude, en milieu généralement frais, sur des terrains plats comme sur des pentes plus raides.
Sur l'île Robinson Crusoe, il se développe sur les pentes sud de Chumacera, près de Puerto Frances. Une forme avec des fleurs rouges a été localisée près de Plazoleta del Yunque à une altitude de 475 m.
Sur l'île de Mas Afuera (île Alejandro Selkirk), on le trouve sur la plaine de Sanchez à 515 m d'altitude et à la Quebrada del Mono à 475 m, ainsi qu'à la Quebrada del Blindado à 440 m.

## Menaces et protection
Elle est menacée par la perte de son habitat due à l'introduction par l'homme de bétail et d'espèces invasives. Cette espèce est cultivée dans les serres tropicales n°2 correspondant au climat îles océaniques subtropicales du Conservatoire botanique national de Brest et est présente dans six jardins dans le monde.

## Galerie photos

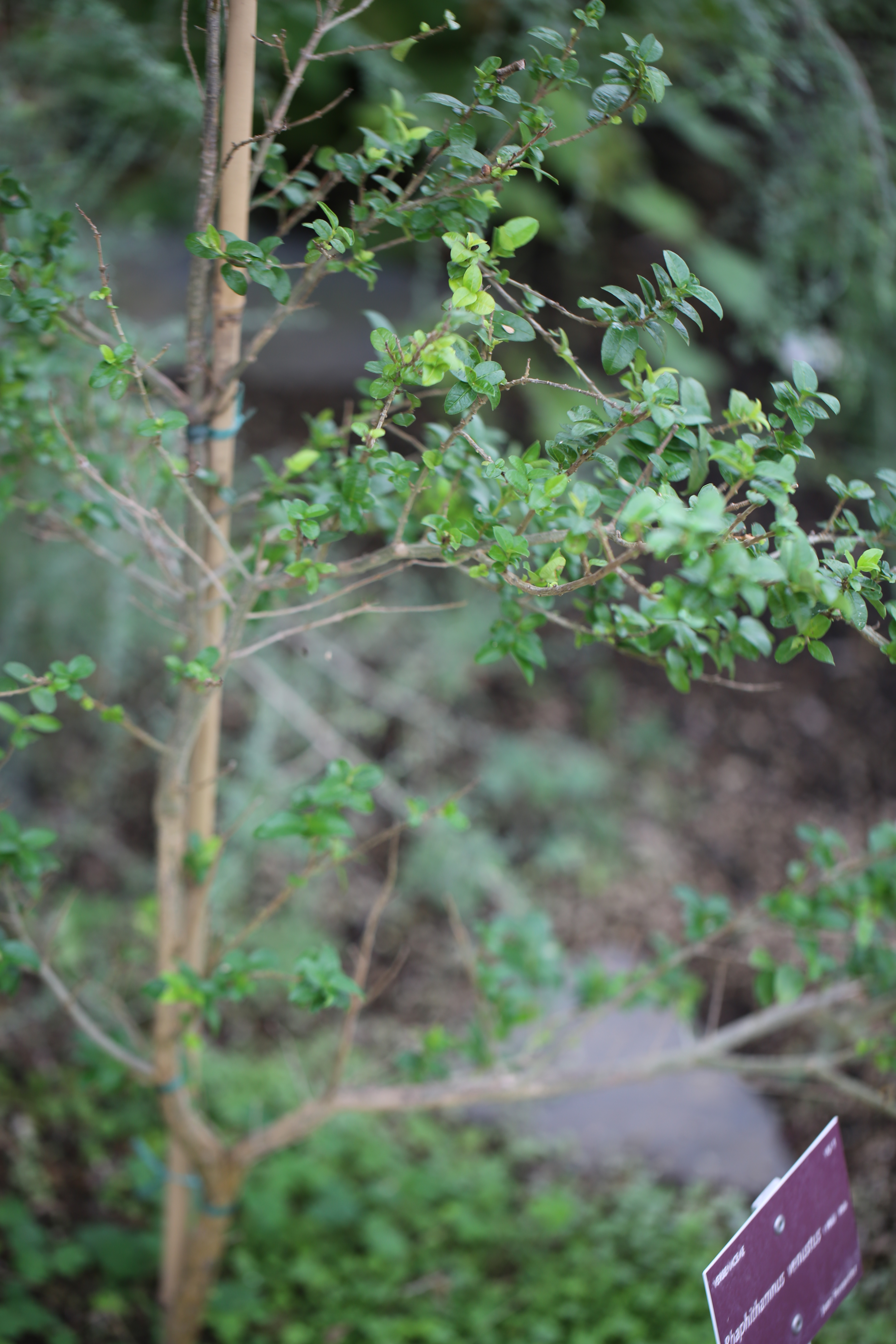
Plant de Rhaphithamnus venustus sous serre
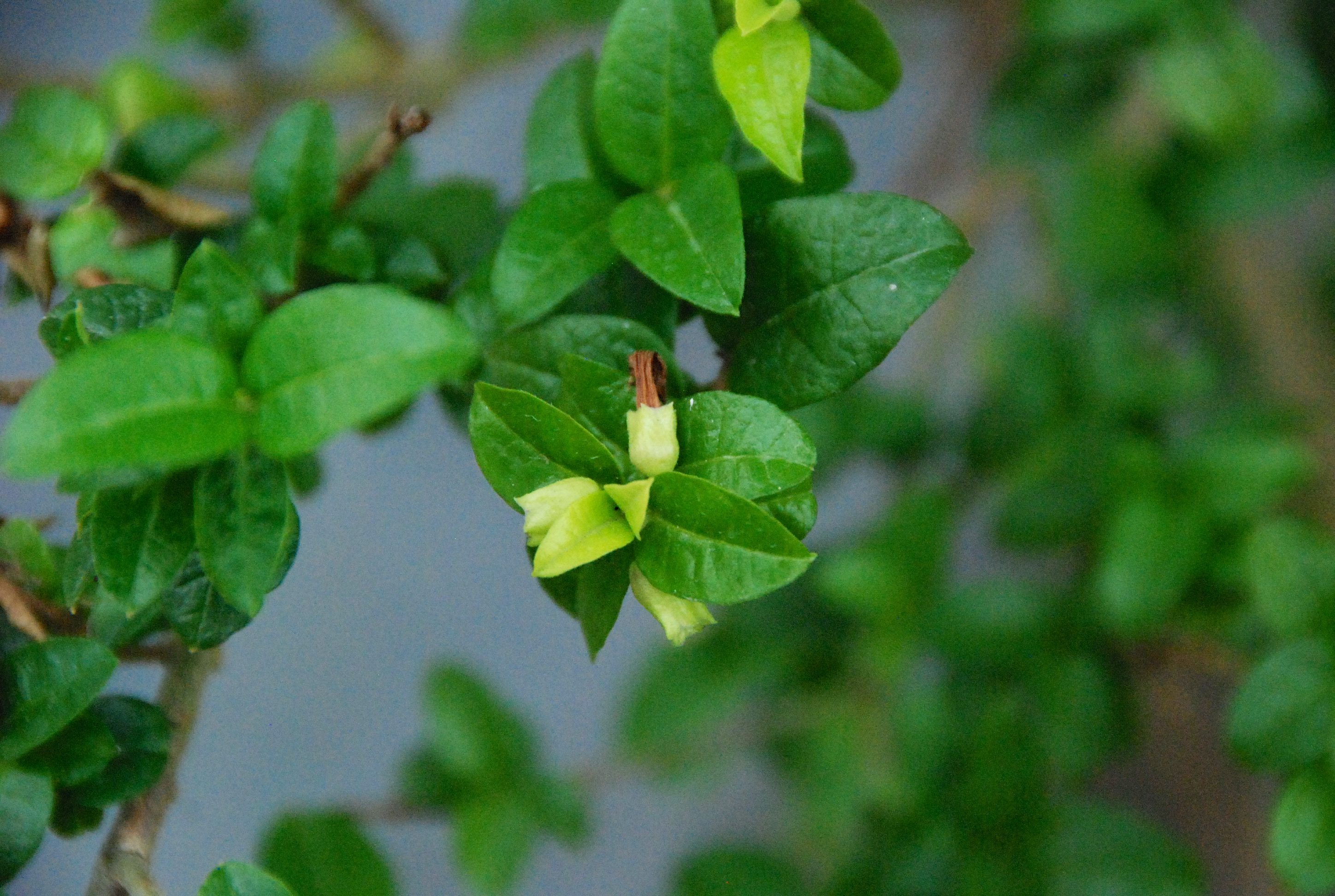
Calice avec une fleur fanée
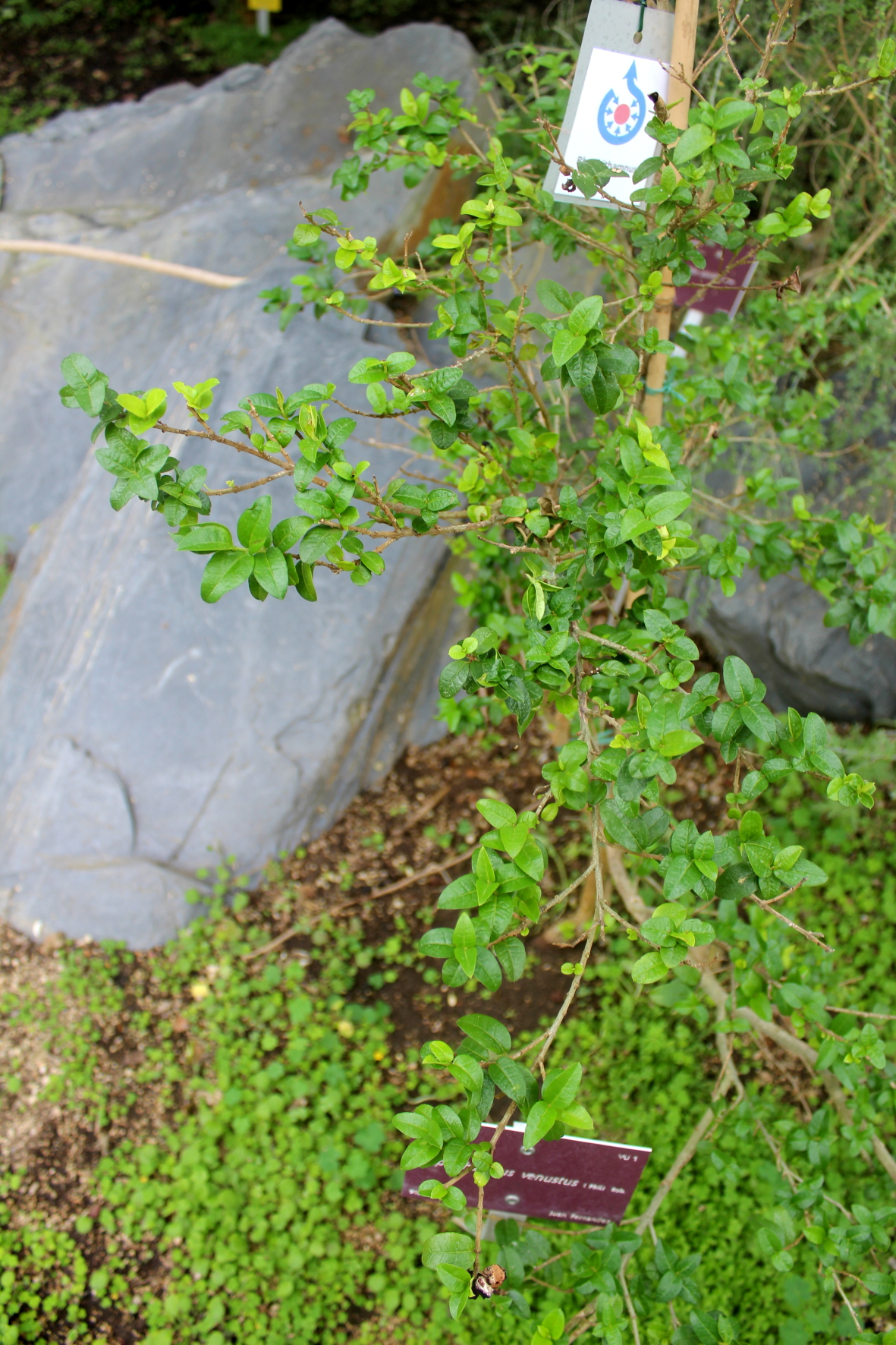
Plant de Rhaphithamnus venustus sous serre
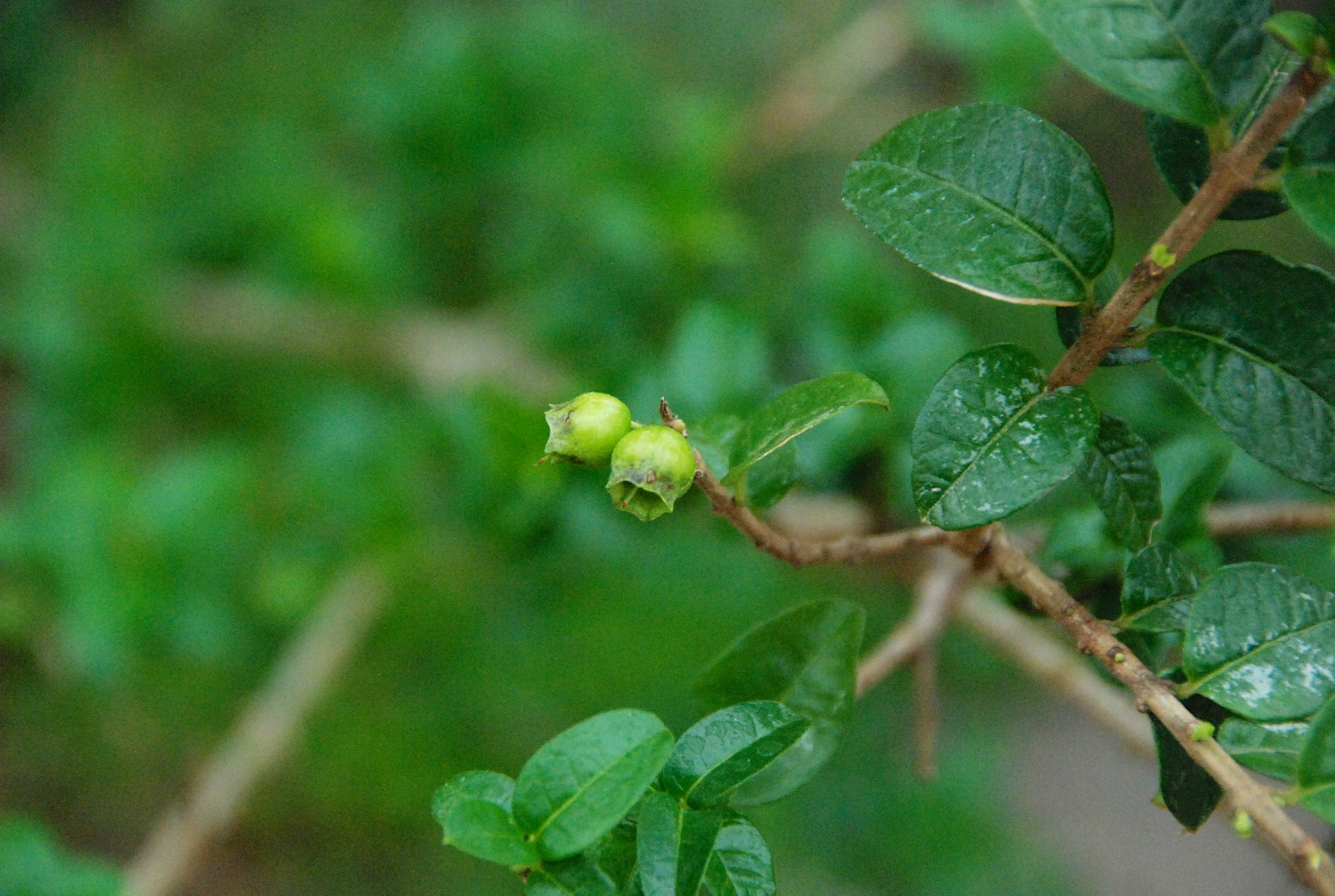
Reste de fleur (calice) de Rhaphithamnus venustus